# Phan Bá Vành
Phan Bá Vành (Vinh) (潘伯鑅, 10 tháng 9 năm 1790 – 1827) là một lãnh tụ cuộc khởi nghĩa nông dân ở Sơn Nam Hạ thời vua Minh Mạng, nhà Nguyễn.

## Tiểu sử
Phan Bá Vành là đời thứ 11, có tiên tổ là Phan Chính Niệm ở Trà Lũ (xã Trà Lũ, huyện Xuân Trường, tỉnh Nam Định), đến tổ đời thứ 6 là Phan Tấn Minh sang lập ấp ở Minh Giám (Thái Bình) vào năm 1600. Phan Bá Vành sinh 10 tháng 9 năm 1790 ở làng Minh Giám, nay là làng Nguyệt Lâm, xã Vũ Bình, Kiến Xương, tỉnh Thái Bình. Thuở nhỏ nhà nghèo, cha chết sớm, ông phải đi mò cua bắt cá, lớn lên đi làm thuê, cày mướn cho các nhà giàu trong vùng. Ông có một sức khỏe phi thường, lại có tài ném lao.

Hình tượng Phan Bá Vành: Khát vọng non sông VTV - Khởi nghĩa Phan Bá Vành (phần 1)

Tục gọi Phan Bá Vành là Ba Vành vì ông để lại 3 đường chỉ ngang (ba vành ngang).
Vào tháng 2 năm Bính Tuất 1826, Phan Bá Vành nổi dậy tại Đồng bằng sông Hồng thuộc các tỉnh Hải Dương,tỉnh Thái Bình,Thành phố Hải Phòng và tỉnh Nam Định ngày nay. Ông cùng với một số bạn có chí hướng tập hợp dân nghèo nổi dậy. Trong số đó có người Nhân Dục tên Hạnh, kết ước phù Lê Duy Lương tại Đồ Sơn, tự xưng có rồng vàng, y phục, cờ đều dùng màu đen.
Phan Bá Vành xây lũy đất vào đường thủy Nam Định, liên kết với tướng nhà Tây Sơn Nguyễn Hạnh, Chiêu Liễn. Quân nổi dậy đánh chiếm hai đồn Trà Lý và Lân Hải, giết chết cả 2 thú ngự sứ Đặng Đình Liễn và Nguyễn Trung Diễn, rồi tiến đánh các phủ huyện. Đoàn binh thuyền của triều đình chở lương thảo, quân khí gồm 12 chiếc đã bị Phan Bá Vành phục kích ở Cồn Tiên, Bác Trạch (thuộc huyện Trực Ninh, Nam Định) đánh úp, cướp hết.
Quân Phan Bá Vành tung hoành suốt năm, khiến quan quân các trấn thuộc Bắc Thành phải chống trả vất vả, vào cuối năm lại giành một chiến thắng lớn tại cửa sông Văn Úc thuộc thành phố Hải Phòng ngày nay, chém viên thần sách thập cơ Hùng Cự, bắt đốc phủ Tiên Hưng nhưng không giết, làm nhục cạo trọc tóc, thả cho về.
Khởi nghĩa cho xây dựng căn cứ chính tại Trà Lũ - Phú Nhai (nay là 3 xã Xuân Trung, Xuân Bắc và Xuân Phương, huyện Xuân Trường, tỉnh Nam Định), cũng là quê hương có nhà thờ Phan tộc, thờ tổ 11 đời trước của ông (Theo Phan Tộc thế phổ có thủy tổ Phan Chính Niệm, đến đời thứ 6 phân chi ngành cụ Phan Triều Thắng, Phan Chính Cương chia chi cụ Phan Tấn Minh đi Thái Bình lập ấp).
Tại vùng Trà Lũ, lợi dụng thế đất đồng bằng, sông khe dày đặc, lại có nhiều dãy gò cao như Cựu Cốt, Thái Bằng, gò Rô, gò Màn,... hía nam và đông nam là rừng sú vẹt, ông cho xây dựng đồn lũy để cố thủ.
Nghĩa quân có nhiều tài cao giỏi võ như Hai Đáng, Trần Bá Hựu, Vũ Thị Minh, Ba Hầm, Phạm Ba, Phan Khánh, Trần Diễn đều được Phan Bá Vành xếp vào hàng Thập bát hải quân.
Hai Đáng được Phan Bá Vành giao chức trưởng tả quân, người có tài thao lược, từng giao chiến với Thống chế Trương Phúc Đặng, ông giỏi võ, có tài quân lương nên được gọi là Bắt lương, Chống lương, ông còn ngoại giao giỏi giúp Phan Bá Vành quy tụ lòng người.
Theo Trà Lũ Xã Chí của Cử nhân Lê Nhưng có viết:
"Cháu xa họ Phan có tên là Khánh (ý nói cháu ngoại Vũ Tân - đô vật nổi tiếng đánh với Thống chế Nam Định tên Nhật) làm đội trưởng, mãn hạn dở về. Cuộc biến cố năm Đinh Hợi, bị Ba Vành hiệp trùng. Khi ra trận quan quân đem voi chiến đàn áp, quân giặc Vành đều chạy bạt, chỉ một mình Khánh cầm 2 cây gươm xông vào đánh voi, voi cuốn vòi chạy lui, biến thua thành được"
Qua gần một năm, quan quân tại Bắc Thành không dẹp được, vua Minh Mạng bèn sai Binh tào thị lang Nguyễn Công Trứ làm tham mưu, mang đạo quân Long phi hổ dực từ kinh đô Huế ra Bắc. Quân triều đình vây lũy, rồi Nguyễn Công Trứ dùng mưu kết hợp với quân Bắc thành, thống tướng Nguyễn Văn Lý, thượng thư Hoàng Kim Sáng, thủy đô đốc Phạm Bá Hùng đánh tan đại quân của Phan Bá Vành ở căn cứ làng Trà Lũ.
Phan Bá Vành nhân đêm tối cho đào sông định chạy ra biển. "Thế giặc tiến thoái đều khốn quẫn, muốn lo tính đi ra biển cả thì không có đường. Mới tìm chỗ đất bằng hơn 100 trượng đem đào sông, thông từ Cát Xuyên thông ra sông Ngô Đồng (tục gọi là Cống Vành), nước cạn thuyền mắc lẫy không đi được." Quân triều đình đón bắt được Phan Bá Vành và hơn 760 thủ hạ.
Gia phả họ Trần tại Trà Lũ còn ghi "Dân ta mắc phải tai oan, gọi là đất giặc đốt tàn sạch không"
Năm 1827, cuộc nổi dậy thất bại, Phan Bá Vành cắt lưỡi tự sát trong khi bị giải về kinh. Hiện tại đền thờ Thủ lĩnh Phan Bá Vành tại thôn Nguyệt Lâm, xã Vũ Bình, Kiến Xương, Thái Bình đã được Nhà nước công nhận là di tích lịch sử văn hoá cấp quốc gia và xây dựng khang trang. Hằng năm tổ chức 2 lần hội vào tháng 2 và tháng 9 âm lịch tưởng niệm ngày sinh THỦ LĨNH và giỗ trận cho các nghĩa binh nghĩa sỹ.
Xem thêm: Chi tiết khởi nghĩa Phan Bá Vành

## Tôn Vinh
Với triều Nguyễn ông bị coi là tướng giặc mà quan quân phải khó nhọc mới dẹp yên được. Trong khu vực khởi nghĩa đồng bằng sông Hồng, nhất là các tỉnh Nam Định, Thái Bình, Hải Phòng, Hải Dương, Hưng Yên... thì coi ông như một vị thủ lĩnh của dân nghèo, nổi dậy chống áp bức.
Di tích Đồn Cả thờ Phan Bá Vành cùng các nghĩa sĩ ở tỉnh Thái Bình. Được  xếp hạng, cấp bằng công nhận Di tích lịch sử văn hóa cấp quốc gia ngày 20 tháng 10 năm 1990. Đến tháng 6 năm 2013, UBND huyện Kiến Xương phê duyệt đầu tư xây dựng gồm san lấp mặt bằng, xây mới 13 hạng mục công trình như Đền chính hình chữ Tam với diện tích 312 m2, Nhà Tả - Hữu vu, Phương Đình, Nhà Bia, Nghi Môn, đồ thờ...  với tổng kinh phí  xây dựng 35,8 tỷ đồng
Ngày nay có nhiều con đường, phố ở nhiều tỉnh, thành phố Việt Nam đặt tên ông:
- Đường Phan Bá Vành - Quận Bắc Từ Liêm - Thành phố Hà Nội (1,5 km)[7]
- Đường Phan Bá Vành - Quận 2 - Thành phố Hồ Chí Minh (750 m)
- Phố Phan Bá Vành - Thành phố Bà Rịa - Tỉnh Bà Rịa Vũng Tàu (85 m)
- Đường Phan Bá Vành - Thành phố Thái Bình - Tỉnh Thái Bình (3,2 km)
- Đường Phan Bá Vành - Quận Sơn Trà - Thành phố Đà Nẵng (1,2 km)
- Đường Phan Bá Vành - Thành phố Quy Nhơn - Tỉnh Bình Định (140 m)[8]
- Phố Phan Bá Vành - Thành phố Nam Định - Tỉnh Nam Định (105 m)[9]

## Ca dao
Trời mà không phụ ông Vành
Quan quân nhà Nguyễn tan tành ra tro.

Trên trời có ông sao tua
Ở dưới hạ giới có vua Ba Vành.

Trên trời có ông sao tua,
Ở làng Trà Lũ có vua Bá Vành.

Trên trời có ông sao tua,
Ở làng Minh Giám có vua Bá Vành.